# Třída Defiant (Star Trek)
Třída Defiant je třída hvězdných lodí, které se vyskytují ve fiktivním vesmíru Star Treku. Její design vytvořil James Martin pod vedením Hermana Zimmermana a Garyho Hutzela, a v seriálu Star Trek: Stanice Deep Space Nine vystupovala od třetí sezóny.
Podle Martina byla původně zadána designérům tvorba „svalnatého“ runaboutu, jeho první návrhy na základě tohoto pokynu však nebyly přijaty týmem producentů. Martin se vrátil k tradičnímu vzhledu lodí Star Treku, ale Zimmerman mu řekl, že se hledá zcela nový vzhled, který předtím nikdy nebyl k vidění. Nakonec Martin předložil maketu lodě Makistů, kterou vyrobil pro epizodu Makisté, a ukázal ji producentům, kteří ji schválili jako základ pro třídu Defiant. Modelář Tony Meininger poté podle plakátů vozů Ferrari upravil design, aby byl kompaktnější a lépe vytvářel dojem rychlosti. To se povedlo, Herman Zimmerman uvedl, že kompaktní design třídy Defiant ovlivnil návrh Enterprise (NX-01) pro Star Trek: Enterprise.

## Historie třídy
Ačkoliv za celou dobu své existence prošla Spojené federace planet mnoha válkami a ozbrojenými konflikty, nikdy neměla její část, Hvězdná flotila, ve svých řadách jednostranně zaměřenou bojovou třídu lodí. Všechna předchozí plavidla byla transportní, vědecká nebo diplomatická, protože Federace se snaží řešit konflikty mírovou cestou. Případnými bojovými operacemi tak byly dlouho pověřovány tyto víceúčelové lodě, což bylo poměrně efektivní řešení do doby, než se na scéně objevila rasa Borgů. S nimi nebylo jakékoliv jednání možné, navíc jejich zbraně byly podstatně silnější než zbraně Federace. Nastal čas pro vznik nové třídy.
Ústředí pokročilého designu hvězdných lodí Hvězdné flotily v oblasti Utopia Planitia začalo práce na projektu Defiant (v překladu tvrdohlavec) v roce 2366.  Cílem bylo postavit loď, která bude ve srovnání s ostatními malá, snadno zkonstruovatelná a silně vyzbrojená. Vedlejším úkolem bylo testování součástí pro další třídy, např. třídu Prometheus.
Jediná Borgská krychle zaútočila roku 2367 na Zemi a v Bitvě u Wolf 359 zmasakrovala síly Hvězdné flotily. Nedokončený prototyp Defiantu se snažil Krychli zastavit, ale ta byla mezitím zničena USS Enterprise-D a Defiant tak do boje nezasáhl. Postupem času se hrozba Borgů stala méně aktuální, takže byl projekt a vývoj jeho jednotlivých komponent zpomalen na úkor ostatních tříd. Při testování se však u Defiantu objevily problémy s přetěžováním reaktoru a polem strukturální integrity při nadsvětelné rychlosti, což vedlo k pozastavení výroby.
Při prvním střetnutí s Dominionem roku 2370 byla zničena loď třídy Galaxy USS Odyssey, což byla v té době nejsilnější loď Flotily. Do vzniku prvního Sovereignu chybělo ještě mnoho času, takže komandér Sisko ze stanice Deep Space Nine požádal o přidělení Defiantu. Loď byla původně pouze pro tuto misi vybavena maskovacím zařízením Romulanů, ale po jejím skončení z neznámých důvodů na lodi zůstalo. První mise byla neúspěšná a Defiant byl lehce přemožen, ale na vině byla hlavně neschopnost štítů Hvězdné flotily neutralizovat polaronové zbraně Jem'Hadarů. Postupem času se podařilo zlepšit i nedostatečnou strukturální integritu plavidla.
Nicméně vedení Flotily se stále zdráhalo spustit výrobu Defiantů hlavně kvůli tomu, že to byla jednoúčelová bitevní loď. Válka s Dominionem a výborné bojové statistiky však pomohly překonat nedůvěru a lodě třídy Defiant jsou dnes znovu ve výrobě.

## Popis a vnitřní stavba
Vzhled lodi není na první pohled příliš hezký, vše je podřízeno maximální jednoduchosti a efektivitě. Namísto tradičního složení primární trup (talířová sekce) + sekundární trup + gondoly warp pohonu jsou Defianty „létající krabice“. Loď je dlouhá jen 120 metrů, široká 90, vysoká 25 metrů a je uvnitř rozdělená na přední a zadní část. Přední část trupu má čtyři paluby: na horní palubě se samozřejmě nachází můstek a část ubikací. Na palubě jedna jsou ošetřovna, další ubikace a společná jídelna. Na druhé palubě je vepředu senzorové pole, transportní místnost, úložné prostory a palivové nádrže. Na třetí palubě je generátor atmosféry, systémy pro provoz replikátorů, přistávací podvozek, zásobník torpéd a malý hangár. Pro nedostatek prostoru z něj nejsou lodě vypouštěny ve vodorovném směru, ale svisle dolů. Počítačové jádro se nachází uprostřed lodi mezi palubami jedna a dvě. V zadní části trupu jsou maskovací zařízení, warpové jádro, směšovací komora, zásobníky deuteria a další zásobníky torpéd. Úplně vzadu se nachází reaktory impulsního pohonu a jeho trysky.

## Pohon, výzbroj a výstroj
Anténa primárního deflektu je na čtvrté palubě, z pohledu lodi úplně vepředu. Po jeho bocích jsou dva odpalovače torpéd namířené dopředu, třetí směrem dozadu. Motory warp pohonu nejsou jako obvykle umístěny na držácích mimo loď, ale jsou po stranách pevnou součástí trupu. To vyžaduje zvýšenou ochranu posádky před radiací a je příčinou nízké životnosti lodi. Každá gondola se skládá ze čtyř warpových cívek. Warpové jádro třídy 7 zabírá tři patra v zadní části trupu a je určené pro mnohem silnější lodě, takže warpová signatura Defiantů odpovídá větším lodím. Na přední straně gondol jsou čtyři rychlopalné phaserové kanóny, tři standardní phaserové baterie na zbytku lodi spíše jen doplňují výzbroj. Minimálně USS Defiant NX-74205 byl rovněž vybaven ablativním pancéřováním a maskovacím zařízením.

## Lodě třídyDefiant
USS Defiant (NX-74205)
Prototyp stejnojmenné třídy byl přidělen na stanici Deep Space Nine, ale v roce 2375 byl zničen v systému Chin'Toka loděmi Dominionu. USS São Paulo byla přejmenována na USS Defiant (viz epizoda Váleční psi) a znovu přidělena posádce Stanice Deep Space Nine.
USS São Paulo (NCC-75633)
viz USS Defiant
USS Valiant (NCC-74210)
Používán kadety Hvězdné flotily, zničen roku 2374 Dominionem. Jedinými přeživšími byli Jake Sisko, Nog a Dorian Collins.
- Čtyři nejmenované lodě třídy Defiant patřily k operační skupině, která měla krýt ústup IKS Rotarraan a USS Defiant v epizodě Volání do zbraně.
- Dvě nejmenované lodě třídy Defiant jsou pověřeny znovuzískáním prototypu lodi Prometheus v Zpráva v lahvi.
- Dvě nejmenované lodě třídy Defiant stíhají Borgskou kouli vynořující se z transwarpu v blízkosti Země. Po vynoření USS Voyageru z trosek nejmenovaný Defiant pomáhá při doprovázení Voyageru zpět na Zemi v epizodě Dohra.

## Technické údaje
- typ: doprovodné a eskortní plavidlo
- přijetí do služby: rok 2367+
- délka / šířka / výška: 119,5 m / 90,3 m / 25,4 m
- hmotnost: 120 tisíc tun
- počet palub: 4
- posádka: 50 lidí
- normální cestovní / maximální cestovní / maximální rychlost: warp 6 / 8,7 / 9,5 (po 12 hodin)
- phasery: 4 přední rychlopalné phaserové kanóny, 3 phaserové baterie
- torpédomety: 4 přední a 2 zadní kvantové / fotonové torpédomety
- obrana: adaptabilní vysokokapacitní systém štítů, těžký duraniový / tritaniový dvojitý trup, 20 cm tlustý ablativní pancíř, pole strukturální integrity vysokého stupně
- předpokládaná životnost: 20 let